# Wins & Losses
Wins & Losses è il terzo album in studio del rapper statunitense Meek Mill, pubblicato nel 2017.

## Tracce
1. Wins & Losses (Intro) – 3:09
2. Heavy Heart – 4:10
3. Fuck That Check Up (featuring Lil Uzi Vert) – 4:17
4. Whatever You Need (featuring Chris Brown & Ty Dolla Sign) – 3:25
5. 1942 Flows – 4:42
6. Issues – 3:31
7. We Ball (featuring Young Thug) – 3:47
8. These Scars (featuring Future & Guordan Banks) – 3:14
9. Connect the Dots (featuring Yo Gotti & Rick Ross) – 4:06
10. Fall Thru – 3:42
11. Never Lose (featuring Lihtz Kamraz) – 3:56
12. Glow Up – 3:30
13. Young Black America (featuring The-Dream) – 4:01
14. Open (featuring Verse Simmonds) – 4:28
15. Ball Player (featuring Quavo) – 4:11
16. Made It from Nothing (featuring Teyana Taylor & Rick Ross) – 4:09
17. Price – 4:36

Edizione Deluxe - Tracce bonus
1. Left Hollywood – 3:42
2. Save Me – 4:35